# Kiriłł Sysojew
Kiriłł Dmitrijewicz Sysojew (ros. Кирилл Дмитриевич Сысоев; ur. 8 stycznia 2001) – rosyjski narciarz dowolny specjalizujący się w skicrossie, olimpijczyk z Pekinu 2022.

## Udział w zawodach międzynarodowych
| Impreza                     | Rok  | Miejsce   | Konkurencja | Miejsce |                      |      |       |          |     |
| --------------------------- | ---- | --------- | ----------- | ------- | -------------------- | ---- | ----- | -------- | --- |
| Impreza                     | Rok  | Miejsce   | Konkurencja | Miejsce | Igrzyska olimpijskie | 2022 | Pekin | skicross | 25. |
| Mistrzostwa świata juniorów | 2019 | Reiteralm | skicross    | 9.      |                      |      |       |          |     |